# Île de Shédiac
Pour les articles homonymes, voir Shédiac (homonymie).
L'île de Shédiac est une île canadienne située dans le comté de Westmorland, au sud-est du Nouveau-Brunswick. Elle est bordée par la baie de Shédiac à l'ouest et par le détroit de Northumberland à l'est. L'île a une superficie d'environ deux kilomètres carrés. L'île fait face à la ville de Shédiac mais, administrativement, est incluse dans le DSL de la paroisse de Shédiac.